# Полтавський вільний театр
Полтавський вільний театр — російсько-український професіональний театр у Полтаві. Діяв у спеціально перебудованому під театр казенному будинку. Перший український професійний театр.
У 1808—1812 роках трупу утримував Й. Калиновський. У складі трупи були — А. Калиновська, М. Трусколяська, О. Струпова, О. Павлова, П. Медведєв, Д. Поляков, К. Манкутевич, Д. Минеєв. Трупа виступала у Кременчуці, Ромнах, Катеринославі, у 1812 році переїхала до Харкова (з 1814 року разом з Й. Калиновським її власником був Іван Штейн).
У 1817 році трупа поділилася на дві частини, одну з яких було переведено до Полтави. Режисером трупи був Петро Барсов, помічниками режисера — Михайло Щепкін і М. Городенський. До її складу входили драматичні актори Павлов, І. Угаров, П. Медведєв, Нальотов, Климов, Т. Пряженковська, М. Сорокіна, Медведєва, Алексєєва, Катерина Нальотова. Серед співаків були: Бистрова, Постникова та інші, диригент — Ф. Данильченко. Директори театру — Іван Котляревський та Олексій Імберг.
У репертуарі: п'єси російських драматургів — «Недоросток» Дениса Фонвізіна, «Хвалько» і «Диваки» Якова Княжніна, «Великодушність, або Рекрутський набір» Миколи Ільїна, «Богатонов на селі, або Сюрприз самому собі» Михайла Загоскіна, «Своя сім'я, або Заміжня наречена» Олександра Шаховського, Олександра Грибоєдова і М. Хмельницького, «Едіп в Афінах» Владислава Озерова; п'єси зарубіжних авторів (Жана Батиста Мольера, Річарда Брінслі Шерідана, Генріха Даніеля Цшокке, Августа Коцебу та інших) у російських перекладах, опери «Водовоз» Луїджі Керубіні, «Севільський цирульник» Джованні Паізієлло, «Сільські співачки» Валентіно Фйораванті, «Чорногорський замок» Ніколя Далейрака та інші. Не маючи п'єс українською мовою і на українську тематику, Полтавський вільний театр включив до репертуару оперу С.Давидова і К. Кавоса «Леста, дніпровська русалка» (український варіант комічної опери Ф. Кауера «Дунайська русалка»), оперу-водевіль «Удача від невдачі» П. Семенова (музика Ю. Е. Леонгарда), дія якої відбувається на Волині, окремі персонажі розмовляють українською мовою. В опері-водевілі «Козак-віршописець» Олександра Шаховського та в комедії «Марфа і Угар, або Лакейська війна» О. Корсакова ролі Климовського та Угара виконував українською мовою Михайло Щепкін.
Для Полтавського вільного театру Іван Котляревський написав українські п'єси «Наталка Полтавка» та «Москаль-чарівник» (1819). Вистави цих творів за участю Михайла Щепкіна в ролях Виборного і Михайла Чупруна відкрили історію українського професійного театру. Трупа щороку виступала у Харкові, Кременчуці, Ромнах, Чернігові та інших містах.
Наприкінці 1821 року Полтавський вільний театр потрапив у скрутне матеріальне становище і припинив діяльність.